# 호세 피게레스 페레르
호세 피게레스 페레르(스페인어: José Figueres Ferrer, 1906년 9월 25일 ~ 1990년 6월 8일)는 3선 대통령을 지낸 코스타리카의 정치인이다.
산 라몬의 카탈루냐인 가정에서 태어나서 덴마크계 미국인 여성 카렌 올센 베크와 결혼하였다. 1944년 민주당(훗날 사회민주당으로 개명)을 창당하였으나, 얼마 후 테오도로 피카도(Teodoro Picado)정부의 부정선거가 드러나자 혁명을 일으켰다. 그는 혁명을 통해 기존 정부를 무너뜨리고 집권하였다.
내전으로 심각한 피해가 일어나자, 그는 군대를 폐지하였다. 또한 여성과 흑인에게 투표권을 부여하기도 했다. 초기에는 1년간 국정을 총괄하였으며, 1953년 다시 선출되었다.
국민들의 열렬한 지지 속에서 1970년 3선에 성공하지만, 경제위기와 국가혼란이 닥치고 만다. 1971년 여객기 납치범을 살해하기도 했다. 1990년 사망하였고, 아들인 호세 마리아 피게레스 올센은 1994년부터 1998년까지 대통령을 지냈다.

## 같이 보기
- 코스타리카 내전